# شیرجه در المپیک تابستانی ۲۰۲۰
شیرجه یکی از ورزش‌های بازی‌های المپیک تابستانی ۲۰۲۰ است که از ۲۵ ژوئیه تا ۷ اوت ۲۰۲۱ برگزار شد.
این مسابقات در دو بخش مردان و زنان در ۸ رویداد انجام شد.

## جدول مدال‌ها
| رتبه           | کشور                | طلا | نقره | برنز | مجموع |
| -------------- | ------------------- | --- | ---- | ---- | ----- |
| ۱              | چین                 | ۷   | ۵    | ۰    | ۱۲    |
| ۲              | بریتانیای کبیر      | ۱   | ۰    | ۲    | ۳     |
| ۳              | ایالات متحده آمریکا | ۰   | ۲    | ۱    | ۳     |
| ۴              | کانادا              | ۰   | ۱    | ۰    | ۱     |
| ۵              | آلمان               | ۰   | ۰    | ۲    | ۲     |
| ۶              | استرالیا            | ۰   | ۰    | ۱    | ۱     |
| ۶              | مکزیک               | ۰   | ۰    | ۱    | ۱     |
| ۶              | چین                 | ۰   | ۰    | ۱    | ۱     |
| مجموع (۸ کشور) | مجموع (۸ کشور)      | ۸   | ۸    | ۸    | ۲۴    |

## نتایج

### مردان
| رویداد                 | طلا                            | نقره                                                  | برنز                                      |
| تخته فنری ۳ متر        | شیه سییی · چین                 | وانگ زونگیوان · چین                                   | جک لایر · بریتانیای کبیر                  |
| سکو ۱۰ متر             | کائو یوان · چین                | یانگ جیان · چین                                       | تام دیلی · بریتانیای کبیر                 |
| تخته فنری ۳ متر همزمان | شیه سییی · وانگ زونگیوان · چین | اندرو کاپوبیانکو · مایکل هیکسون · ایالات متحده آمریکا | پاتریک هاوسدینگ · لارس رودیگر · آلمان     |
| سکو ۱۰ متر همزمان      | تام دیلی · و متی لی (GBR)      | کائو یوان · و چن آیسن (CHN)                           | الکساندر بوندار · و ویکتور مینیبائف (ROC) |

### زنان
| رویداد                 | طلا                            | نقره                                    | برنز                                        |
| تخته فنری ۳ متر        | شی تینگمائو · چین              | وانگ هان · چین                          | کریستا پالمر · ایالات متحده آمریکا          |
| سکو ۱۰ متر             | چوان هونگچان · چین             | چن یوشی · چین                           | ملیسا وو · استرالیا                         |
| تخته فنری ۳ متر همزمان | شی تینگمائو · و وانگ هان (CHN) | جنیفر آبل · و ملیسا سیترینی-بولیو (CAN) | لنا هنچل · و تینا پونتسل (GER)              |
| سکو ۱۰ متر همزمان      | چن یوشی · و ژانگ جیاچی (CHN)   | دلینی اشنل · و جسیکا پراتو (USA)        | گابریلا آگوئاندس · و الخاندرا اوروزکو (MEX) |

## کشورهای شرکت کننده
- استرالیا (۷)
- برزیل (۴)
- کانادا (۱۰)
- چین (۱۶)
- کلمبیا (۳)
- جمهوری دومینیکن (۱)
- مصر (۳)
- فرانسه (۳)
- بریتانیای کبیر (۱۲)
- آلمان (۷)
- ایتالیا (۶)
- ایرلند (۱)
- جامائیکا (۱)
- ژاپن (۱۴)
- مالزی (۵)
- مکزیک (۱۴)
- هلند (۲)
- نیوزیلند (۱)
- نروژ (۱)
- پورتوریکو (۱)
- چین (۱۱)
- سنگاپور (۲)
- آفریقای جنوبی (۲)
- کره جنوبی (۵)
- اسپانیا (۲)
- سوئیس (۱)
- سوئد (۱)
- اوکراین (۶)
- ایالات متحده آمریکا (۱۱)
- ونزوئلا (۱)